# Remigi Palmero i Ruà
Remigi Palmero és un cantautor i guitarrista alginetí, pioner —junt amb Pep Laguarda i Juli Bustamante— de l'anomenat rock mediterrani durant els anys de la Transició; actualment fa carrera en solitari com a «transautor».
A més de dedicar-se a la música, Palmero també treballa en el camp de la creació gràfica i és mestre de ioga des del 1991, en el qual arribà a fundar una associació anomenada Turya-València junt amb Carmen Gandia.

## Biografia

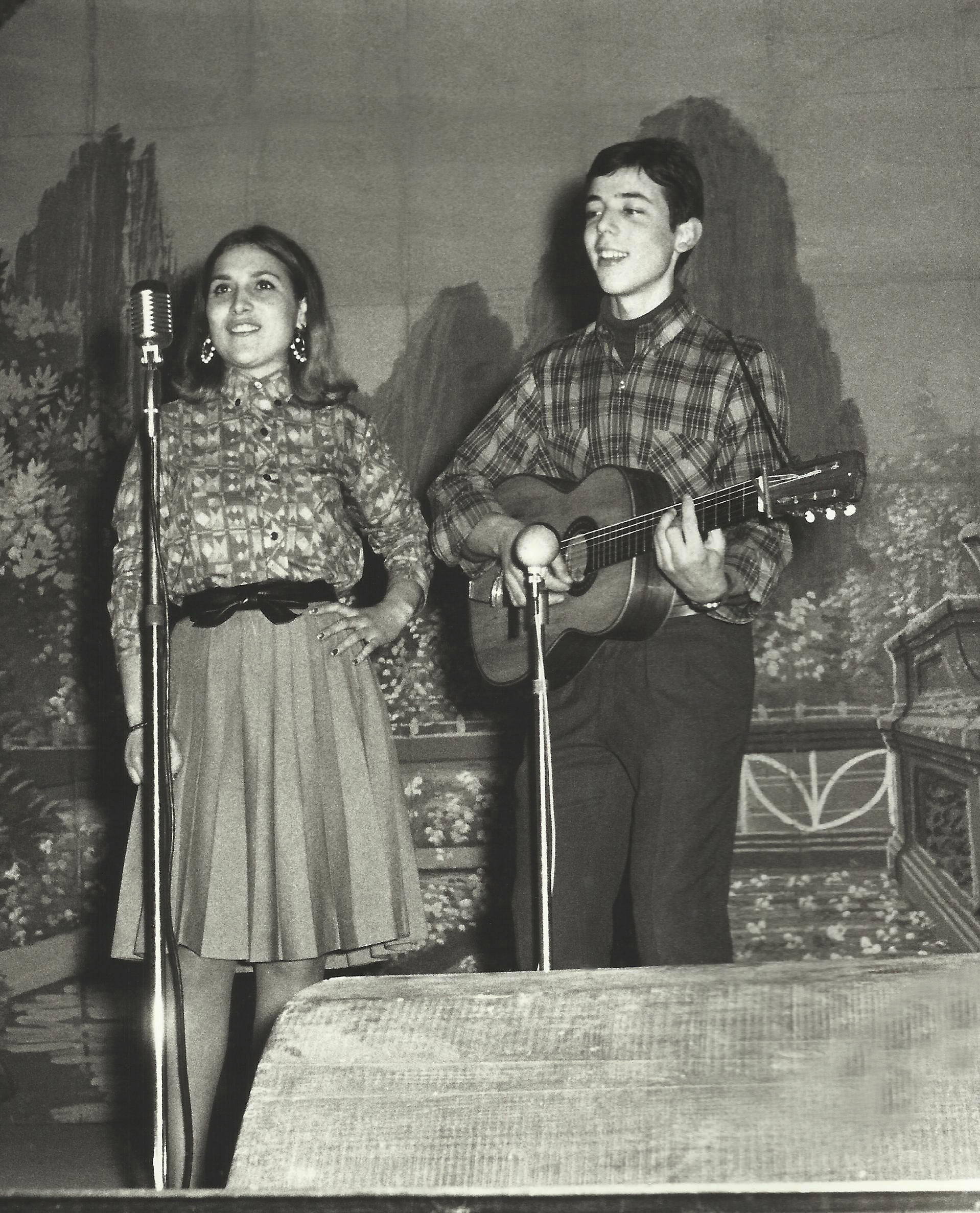
El 1967 al teatre Moderno d'Alginet

Vinculat des de ben xicotet a l'ambient artístic i musical per circumstàncies familiars, als catorze anys va debutar amb els Brots, una orquestra local. Més avant formaria part de conjunts com els Ribersons, Els Cinc Xics o Els Pavesos i acompanyaria a solistes com Eduardo Bort o Juli Bustamante, amb el qual acabaria co-liderant el grup In Fraganti.
El 1979 publicà el seu primer disc com a artiste titular, acompanyat de Bon Matí, un conjunt de vint-i-quatre músics entre els quals alguns africans i caribenys: Humitat relativa, publicat originalment pels segells Pu-put! i Zafiro és considerat per la crítica un dels cinquanta millors discs del pop espanyol i part d'una trilogia mediterrània que inclou el Brossa d'ahir de Pep Laguarda (1977) i el Cambrers de Bustamante (1981); després de buscar el màster original pels arxius de Sony, l'any 2018 LaCasaCalba el reedità en compacte i en vinil de 180 grams, encara que sense la col·laboració de Remigi, retirat del circuit artístic.
L'alcudià Òscar Briz (seguidor, admirador i, finalment, col·laborador de Palmero) li va dedicar la primera cançó del seu segon disc en valencià, PurDesig: una rumba titulada Remigi.

## Obres

### Discografia
A banda d'algunes gravacions no especificades en EMI-Odeon amb Els 5 Xics entre 1970 i 1976, la seua producció comprèn almenys quatre discs com a artiste titular i mitja dotzena llarga de col·laboracions en recopilatoris o gravacions d'altres artistes, especialment del ja esmentat Bustamante:
- Els Cinc Xics: Todas sus grabaciones (RO 51432, ?)

| • Humitat relativa (1981) |
| --- |
| (Ànec) 1. Veles en la mar (Bustamante) 2. Plens de sol de bon matí (lletra d'Estellés) 3. L'olor a garrofa 4. Ràdio Alger (Bustamante) 5. D'Anna 6. Deixeu-me sol (lletra de Lozano) 7. El carrer de la lluna (instrumental) 8. Cançó de festa 9. Temps de pluja a la ciutat 10. Angelets (Bustamante) |

| • Bustamante: Cambrers' (1981) |
| --- |
| (Ànec) 1. Senyoreta X (3:26) 2. Jove Carolina (3:38) 3. Cambrers (4:28) 4. Avions (2:30) 5. Estimada germana (1:17) 6. Zefirs (5:40) 7. Aigua descendent (3:20) |

| • Els 5 Xics: Els 5 Xics' (1983) |
| --- |
| (Valdisc) 1. La otra tarde (3:50) 2. Raising Your Hand (2:16) 3. Quan un home vol una dona (2:56) 4. Cuando esté contigo (2:50) 5. Dímelo tu (3:04) 6. Sola (3:33) 7. Lo mío no es el rock, pero me gusta (2:52) 8. Estremécete (3:00) 9. El funeral (2:39) 10. Bajo la lluvia (2'45") |

| • In Fraganti: No tengo nada/Plata y negro' (1983)    |
| ----------------------------------------------------- |
| (Blau) 1. No tengo nada 2. Plata y negro (Bustamante) |

| • In Fraganti: Si fueras tú/Hotel Universo' (1984)                 |
| ------------------------------------------------------------------ |
| (Blau) 1. Si fueras tú (Bustamante) 2. Hotel Universo (Bustamante) |

| • 'Un poc de rock' (1987)                     |
| --------------------------------------------- |
| (DM) Bon gos, atòmic os (amb Bongos Atómicos) |

| • Remigi Palmero: Provisions' (1987) |
| --- |
| (Xiu-Xiu Records) 1. El ball (04:20) 2. L'habitació desmuntable (04:34) 3. Joc de claredats (02:37) 4. A la mateixa cistella (05:05) 5. Llavadors (03:40) 6. Caravanes de núvols (03:48) 7. Carnestoltes (04:05) 8. Estimada companyia (02:37) |

| • Terminal Sur: Viajero' (1988) |
| --- |
| (PDI) 1. Viajero (4'04) 2. Vampiro (4'15) 3. Otro brindis (4'20) 4. Dinero negro (4'39) 5. De mañana (4'13) 6. Sahariana (5'48) 7. Arearea (4'29) 8. Piel de lana (4'04) |

- Remigi Palmero: Afuera adentro (PDI, 1989), senzill
- Remigi Palmero: Emparín (Difusió Mediterrània, 1992), senzill
- Remigi Palmero: Línia de foc (EGT-Discmedi, 1994), inclou una nova versió de L'olor a garrofa
- Diversos autors: Cántame mis canciones (Columna, 1998), disc d'homenatge a Jackson Browne
- Remigi Palmero: Sense comentaris (LaCasaCalba, 2007), gravat a sa casa només amb la veu i la guitarra

### Col·laboracions
- Bustamante: Cargo de mi (DM, 1986)
- Bustamante: Salón Fujiyama (GA, 1988)
- Julio Bustamante: Material volátil (?, 2005)

### Blocosfera
- Remigi Palmero per Vicent Partal